# België op de Olympische Zomerspelen 2024
België nam deel aan de Olympische Zomerspelen 2024 in Parijs.

## Medailleoverzicht
| Medaille | Naam                  | Sport          | Onderdeel        | Datum            |
| -------- | --------------------- | -------------- | ---------------- | ---------------- |
| Goud     | Remco Evenepoel       | Wegwielrennen  | tijdrit (m)      | 27 juli 2024     |
| Goud     | Remco Evenepoel       | Wegwielrennen  | wegwedstrijd (m) | 3 augustus 2024  |
| Goud     | Nafissatou Thiam      | Atletiek       | zevenkamp (v)    | 9 augustus 2024  |
|          |                       |                |                  |                  |
| Zilver   | Bashir Abdi           | Atletiek       | marathon (m)     | 10 augustus 2024 |
|          |                       |                |                  |                  |
| Brons    | Wout van Aert         | Wegwielrennen  | tijdrit (m)      | 27 juli 2024     |
| Brons    | Gabriella Willems     | Judo           | -70kg (v)        | 31 juli 2024     |
| Brons    | Lotte Kopecky         | Wegwielrennen  | wegwedstrijd (v) | 4 augustus 2024  |
| Brons    | Fabio Van den Bossche | Baanwielrennen | omnium (m)       | 8 augustus 2024  |
| Brons    | Noor Vidts            | Atletiek       | zevenkamp (v)    | 9 augustus 2024  |
| Brons    | Sarah Chaâri          | Taekwondo      | -67kg (v)        | 9 augustus 2024  |

## Aantal deelnemers
Hieronder volgt een overzicht van de atleten die zich kwalificeerden voor de Olympische Zomerspelen van 2024.
| Sport         | Mannen | Vrouwen | Totaal |
| ------------- | ------ | ------- | ------ |
| Atletiek      | 23     | 20      | 43     |
| Badminton     | 1      | 1       | 2      |
| Basketbal     | 0      | 12      | 12     |
| Boksen        | 2      | 1       | 3      |
| Gewichtheffen | 0      | 1       | 1      |
| Golf          | 2      | 1       | 3      |
| Gymnastiek    | 3      | 2       | 5      |
| Hockey        | 19     | 19      | 38     |
| Judo          | 3      | 1       | 4      |
| Kanovaren     | 1      | 2       | 3      |
| Klimsport     | 1      | 0       | 1      |
| Paardensport  | 5      | 5       | 10     |
| Roeien        | 3      | 0       | 3      |
| Schermen      | 1      | 0       | 1      |
| Taekwondo     | 0      | 1       | 1      |
| Tafeltennis   | 2      | 0       | 2      |
| Tennis        | 3      | 0       | 3      |
| Triatlon      | 2      | 2       | 4      |
| Wielersport   | 11     | 10      | 21     |
| Zeilen        | 4      | 4       | 8      |
| Zwemmen       | 1      | 3       | 4      |
| Totaal        | 87     | 85      | 172    |

## Deelnemers en resultaten

### Atletiek

#### Loopnummers
Mannen
| atleet                                                                     | onderdeel    | series      | series | herkansingen | herkansingen | halve finale   | halve finale   | finale         | finale         |
| atleet                                                                     | onderdeel    | tijd        | rang   | tijd         | rang         | tijd           | rang           | tijd           | rang           |
| -------------------------------------------------------------------------- | ------------ | ----------- | ------ | ------------ | ------------ | -------------- | -------------- | -------------- | -------------- |
| Dylan Borlée                                                               | 400 m        | 45,36 s     | 5 H    | 45,51 s      | 4            | niet geplaatst | niet geplaatst | niet geplaatst | niet geplaatst |
| Alexander Doom                                                             | 400 m        | 45,01 s     | 2 Q    | bye          | bye          | 1.54,93        | 8              | niet geplaatst | niet geplaatst |
| Jonathan Sacoor                                                            | 400 m        | 45,08 s     | 4 H    | DNS          | DNS          | niet geplaatst | niet geplaatst | niet geplaatst | niet geplaatst |
| Eliott Crestan                                                             | 800 m        | 1.45,51     | 1 Q    | bye          | bye          | 1.43,72        | 5              | niet geplaatst | niet geplaatst |
| Tibo De Smet                                                               | 800 m        | 1.46,03     | 7 H    | 1.46,59      | 4            | niet geplaatst | niet geplaatst | niet geplaatst | niet geplaatst |
| Pieter Sisk                                                                | 800 m        | 1.46,60     | 6 H    | 1.45,49      | 3            | niet geplaatst | niet geplaatst | niet geplaatst | niet geplaatst |
| Ruben Verheyden                                                            | 1500 m       | 3.36,62     | 12 H   | 3.36,10      | 10           | niet geplaatst | niet geplaatst | niet geplaatst | niet geplaatst |
| Jochem Vermeulen                                                           | 1500 m       | 3.36,66     | 7 H    | 3.36,14      | 6            | niet geplaatst | niet geplaatst | niet geplaatst | niet geplaatst |
| John Heymans                                                               | 5000 m       | 14.08,33    | 3 Q    | n.v.t.       | n.v.t.       | n.v.t.         | n.v.t.         | 13.19,25       | 11             |
| Isaac Kimeli                                                               | 5000 m       | 13.52,18    | 3 Q    | n.v.t.       | n.v.t.       | n.v.t.         | n.v.t.         | 13.18,10       | 8              |
| Isaac Kimeli                                                               | 10.000 m     | n.v.t.      | n.v.t. | n.v.t.       | n.v.t.       | n.v.t.         | n.v.t.         | 27.51,52       | 19             |
| Elie Bacari                                                                | 110 m horden | 13,66 s     | 7 H    | 14,13 s      | 7            | niet geplaatst | niet geplaatst | niet geplaatst | niet geplaatst |
| Michael Obasuyi                                                            | 110 m horden | 13,41 s     | 3 Q    | bye          | bye          | 13,36 s        | 5              | niet geplaatst | niet geplaatst |
| Bashir Abdi                                                                | marathon     | n.v.t.      | n.v.t. | n.v.t.       | n.v.t.       | n.v.t.         | n.v.t.         | 2.06.47        | Zilver         |
| Koen Naert                                                                 | marathon     | n.v.t.      | n.v.t. | n.v.t.       | n.v.t.       | n.v.t.         | n.v.t.         | 2.16.33        | 61             |
| Michael Somers                                                             | marathon     | n.v.t.      | n.v.t. | n.v.t.       | n.v.t.       | n.v.t.         | n.v.t.         | 2.10.32        | 22             |
| Belgian Tornados Jonathan Sacoor Dylan Borlée Kevin Borlée Florent Mabille | 4x400m       | 2.59,84 =SB | 2 Q    | n.v.t.       | n.v.t.       | n.v.t.         | n.v.t.         | 2.57,75 NR     | 4              |

Vrouwen
| atlete                                                                                        | onderdeel    | voorronde | voorronde | series      | series | herkansingen | herkansingen | halve finale   | halve finale   | finale         | finale         |
| atlete                                                                                        | onderdeel    | tijd      | rang      | tijd        | rang   | tijd         | rang         | tijd           | rang           | tijd           | rang           |
| --------------------------------------------------------------------------------------------- | ------------ | --------- | --------- | ----------- | ------ | ------------ | ------------ | -------------- | -------------- | -------------- | -------------- |
| Delphine Nkansa                                                                               | 100 m        | bye       | bye       | 11,20 s =PB | 3 Q    | n.v.t.       | n.v.t.       | 11,28 s        | 7              | niet geplaatst | niet geplaatst |
| Rani Rosius                                                                                   | 100 m        | bye       | bye       | 11,10 s PB  | 4 q    | n.v.t.       | n.v.t.       | 11,29 s        | 8              | niet geplaatst | niet geplaatst |
| Imke Vervaet                                                                                  | 200 m        | n.v.t.    | n.v.t.    | 23,20 s     | 7 H    | 23,33 s      | 3            | niet geplaatst | niet geplaatst | niet geplaatst | niet geplaatst |
| Cynthia Bolingo Mbongo                                                                        | 400 m        | n.v.t.    | n.v.t.    | 52,77 SB    | 8 H    | DNS          | DNS          | niet geplaatst | niet geplaatst | niet geplaatst | niet geplaatst |
| Helena Ponette                                                                                | 400 m        | n.v.t.    | n.v.t.    | 51,75 s     | 6 H    | 51,46 s PB   | 5            | niet geplaatst | niet geplaatst | niet geplaatst | niet geplaatst |
| Paulien Couckuyt                                                                              | 400 m horden | n.v.t.    | n.v.t.    | 54,90 s     | 4 q    | bye          | bye          | 54,64 s SB     | 5              | niet geplaatst | niet geplaatst |
| Hanne Claes                                                                                   | 400 m horden | n.v.t.    | n.v.t.    | 54,80 s     | 4 q    | bye          | bye          | 55,96 s        | 8              | niet geplaatst | niet geplaatst |
| Naomi Van Den Broeck                                                                          | 400 m horden | n.v.t.    | n.v.t.    | 55,51 s     | 5 H    | 55,11 s      | 2 Q          | 54,94 s        | 6              | niet geplaatst | niet geplaatst |
| Elise Vanderelst                                                                              | 1500 m       | n.v.t.    | n.v.t.    | 4.06,95     | 9 H    | 4.08,86      | 7            | niet geplaatst | niet geplaatst | niet geplaatst | niet geplaatst |
| Lisa Rooms                                                                                    | 5000 m       | n.v.t.    | n.v.t.    | 15.37,55    | 15     | n.v.t.       | n.v.t.       | niet geplaatst | niet geplaatst | niet geplaatst | niet geplaatst |
| Hanne Verbruggen                                                                              | marathon     | n.v.t.    | n.v.t.    | n.v.t.      | n.v.t. | n.v.t.       | n.v.t.       | n.v.t.         | n.v.t.         | 2.29.03        | 19             |
| Chloé Herbiet                                                                                 | marathon     | n.v.t.    | n.v.t.    | n.v.t.      | n.v.t. | n.v.t.       | n.v.t.       | n.v.t.         | n.v.t.         | DNF            | DNF            |
| Belgian Rockets Rani Vincke Rani Rosius Elise Mehuys Delphine Nkansa                          | 4x100m       | n.v.t.    | n.v.t.    | DSQ         | DSQ    | n.v.t.       | n.v.t.       | n.v.t.         | n.v.t.         | niet geplaatst | niet geplaatst |
| Belgian Cheetahs Naomi Van Den Broeck Imke Vervaet Hanne Claes Helena Ponette Camille Laus[a] | 4x400m       | n.v.t.    | n.v.t.    | 3.24,92     | 4 q    | n.v.t.       | n.v.t.       | n.v.t.         | n.v.t.         | 3.22,40 SB     | 7              |

Gemengd
| atleet                                                                                             | onderdeel | series     | series | finale     | finale |
| atleet                                                                                             | onderdeel | tijd       | rang   | tijd       | rang   |
| -------------------------------------------------------------------------------------------------- | --------- | ---------- | ------ | ---------- | ------ |
| Belgian Waffles Alexander Doom Helena Ponette Jonathan Sacoor Naomi Van Den Broeck Kevin Borlée[a] | 4x400m    | 3.10,74 NR | 3 Q    | 3.09,36 NR | 4      |

[a] Liep niet mee in de finale

#### Technische nummers
Mannen
| atleet         | onderdeel        | kwalificaties | kwalificaties | finale         | finale         |
| atleet         | onderdeel        | afstand       | rang          | afstand        | rang           |
| -------------- | ---------------- | ------------- | ------------- | -------------- | -------------- |
| Thomas Carmoy  | hoogspringen     | 2,20 m        | 19            | niet geplaatst | niet geplaatst |
| Ben Broeders   | polsstokspringen | 5,60 m        | 15            | niet geplaatst | niet geplaatst |
| Philip Milanov | discuswerpen     | 62,44 m       | 15            | niet geplaatst | niet geplaatst |
| Timothy Herman | speerwerpen      | 79,42 m       | 20            | niet geplaatst | niet geplaatst |

Vrouwen
| atleet                | onderdeel      | kwalificaties | kwalificaties | finale         | finale         |
| atleet                | onderdeel      | afstand       | rang          | afstand        | rang           |
| --------------------- | -------------- | ------------- | ------------- | -------------- | -------------- |
| Vanessa Sterckendries | hamerslingeren | 67,67 m       | 24            | niet geplaatst | niet geplaatst |

#### Meerkamp
Vrouwen
| atlete           | onderdeel | onderdeel | 100 h      | hs     | ks         | 200 m    | vs     | sw         | 800 m      | totaal  | rang  |
| ---------------- | --------- | --------- | ---------- | ------ | ---------- | -------- | ------ | ---------- | ---------- | ------- | ----- |
| Nafissatou Thiam | zevenkamp | res.      | 13,56 s    | 1,92 m | 15,54 m PB | 24,46 SB | 6,41 m | 54,04 m SB | 2.10,62 PB | 6880 SB | Goud  |
| Nafissatou Thiam | zevenkamp | pnt.      | 1041       | 1132   | 3070       | 937      | 978    | 939        | 956        | 6880 SB | Goud  |
| Noor Vidts       | zevenkamp | res.      | 13,10 s PB | 1,83 m | 14,57 m    | 23,86 s  | 6,40 m | 45,00 m PB | 2.06,38 PB | 6707 PB | Brons |
| Noor Vidts       | zevenkamp | pnt.      | 1109       | 1016   | 2967       | 994      | 975    | 763        | 1018       | 6707 PB | Brons |

### Badminton
De Belgische badmintonners wisten zich te plaatsen voor de Spelen dankzij hun plek in de uitgezuiverde Olympische Ranking.
Mannen
| atleet          | onderdeel | groepsfase                     | groepsfase           | groepsfase           | groepsfase | eliminatie           | kwartfinale          | halve finale         | finale / BM          | finale / BM    |
| atleet          | onderdeel | tegenstander uitslag           | tegenstander uitslag | tegenstander uitslag | rang       | tegenstander uitslag | tegenstander uitslag | tegenstander uitslag | tegenstander uitslag | rang           |
| --------------- | --------- | ------------------------------ | -------------------- | -------------------- | ---------- | -------------------- | -------------------- | -------------------- | -------------------- | -------------- |
| Julien Carraggi | enkelspel | Christie V 18-21, 21-11, 21-16 | Sen V 21-19, 21-14   | Cordón W FT          | 3          | niet geplaatst       | niet geplaatst       | niet geplaatst       | niet geplaatst       | niet geplaatst |

Vrouwen
| atleet     | onderdeel | groepsfase             | groepsfase           | groepsfase           | groepsfase | eliminatie           | kwartfinale          | halve finale         | finale / BM          | finale / BM    |
| atleet     | onderdeel | tegenstander uitslag   | tegenstander uitslag | tegenstander uitslag | rang       | tegenstander uitslag | tegenstander uitslag | tegenstander uitslag | tegenstander uitslag | rang           |
| ---------- | --------- | ---------------------- | -------------------- | -------------------- | ---------- | -------------------- | -------------------- | -------------------- | -------------------- | -------------- |
| Lianne Tan | enkelspel | Tai T-z V 21-15, 21-14 | Itanon V 21-8, 21-8  | n.v.t.               | 3          | niet geplaatst       | niet geplaatst       | niet geplaatst       | niet geplaatst       | niet geplaatst |

### Basketbal

#### Team
De Belgian Cats konden zich plaatsen voor de Spelen tijdens het Olympisch Kwalificatietoernooi in Antwerpen, België.
Vrouwen
| Olympiër | Onderdeel | Resultaat | Prestatie |
| --- | --------- | --------- | --------- |
| Belgian Cats: Nastja Claessens Antonia Delaere Ine Joris Kyara Linskens Maxuella Lisowa-Mbaka Becky Massey Billie Massey Emma Meesseman Bethy Mununga Elise Ramette Laure Resimont Julie Vanloo | vrouwen   | 4         | zie onder |

Julie Allemand maakte deel uit van de originele selectie. Door een spierblessure moest ze forfait geven voor een deelname aan de Spelen. Ze werd vervangen in het team door Nastja Claessens.
| Groep C |                  |             |             |             |             |            |            |            |        |
| #       | Land             | Wedstrijden | Wedstrijden | Wedstrijden | Wedstrijden | Doelpunten | Doelpunten | Doelpunten | Punten |
| #       | Land             | GW          | W           | G           | V           | V          | T          | Saldo      | Punten |
| 1       | Verenigde Staten | 3           | 3           | 0           | 0           | 276        | 218        | +58        | 6      |
| 2       | Duitsland        | 3           | 2           | 0           | 1           | 226        | 220        | +6         | 5      |
| 3       | België           | 3           | 1           | 0           | 2           | 228        | 228        | 0          | 4      |
| 4       | Japan            | 3           | 0           | 0           | 3           | 198        | 262        | -64        | 3      |

| groepsfase      |                  |           |           |                  |        |  |  |
| 29 juli 2024    | 13:30            | Duitsland | 83 - 69   | België           |        |  |  |
| 1 augustus 2024 | 21:00            | België    | 74 - 87   | Verenigde Staten |        |  |  |
| 4 augustus 2024 | 11:00            | Japan     | 58 - 85   | België           |        |  |  |
|                 |                  |           |           |                  |        |  |  |
| kwartfinale     | 7 augustus 2024  | 14:30     | Spanje    | 66 - 79          | België |  |  |
|                 |                  |           |           |                  |        |  |  |
| halve finale    | 9 augustus 2024  | 21:00     | Frankrijk | 81 - 75          | België |  |  |
|                 |                  |           |           |                  |        |  |  |
| bronzen finale  | 11 augustus 2024 | 11:30     | Australië | 85 - 81          | België |  |  |

### Boksen
Voor het eerst sinds 1992 weten 2 Belgische boksers zich te plaatsen voor het Olympisch bokstoernooi. Ze behaalden beide deze quotaplaats door winst te behalen in de kwartfinale op de Europese Spelen 2023 in Nowy Targ, Polen. Oshin Derieuw deed dit zelfs als allereerste vrouwelijke bokser ooit. Op 2 juni wist derde bokser Victor Schelstraete zich bij het duo te voegen via het Olympisch kwalificatietoernooi in Thailand.
Mannen
| atleet              | onderdeel    | eerste ronde         | tweede ronde               | kwartfinale          | halve finale         | finale               | rang           |
| atleet              | onderdeel    | tegenstander uitslag | tegenstander uitslag       | tegenstander uitslag | tegenstander uitslag | tegenstander uitslag | rang           |
| ------------------- | ------------ | -------------------- | -------------------------- | -------------------- | -------------------- | -------------------- | -------------- |
| Vasile Usturoi      | vedergewicht | bye                  | Senior V 1 - 4             | niet geplaatst       | niet geplaatst       | niet geplaatst       | niet geplaatst |
| Victor Schelstraete | zwaargewicht | n.v.t.               | Pladzicki-Paoagali W 5 - 0 | Reyes Pla V 0 - 5    | niet geplaatst       | niet geplaatst       | niet geplaatst |

Vrouwen
| atlete        | onderdeel     | eerste ronde         | tweede ronde         | kwartfinale          | halve finale         | finale               | rang           |
| atlete        | onderdeel     | tegenstander uitslag | tegenstander uitslag | tegenstander uitslag | tegenstander uitslag | tegenstander uitslag | rang           |
| ------------- | ------------- | -------------------- | -------------------- | -------------------- | -------------------- | -------------------- | -------------- |
| Oshin Derieuw | weltergewicht | bye                  | Moreira W 3 - 2      | Yang L V 0 - 5       | niet geplaatst       | niet geplaatst       | niet geplaatst |

### Gewichtheffen
Vrouwen
Nina Sterckx wist zich dankzij de Olympische Kwalificatie Ranking te plaatsen voor zowel de klasse tot 49 kilogram als de klasse tot 59 kilogram. Tegen 1 mei zal ze een keuze moeten maken in welke categorie ze daadwerkelijk zal deelnemen.
| atlete       | onderdeel | trekken | trekken | stoten | stoten | totaal | rang |
| atlete       | onderdeel | score   | rang    | score  | rang   | totaal | rang |
| ------------ | --------- | ------- | ------- | ------ | ------ | ------ | ---- |
| Nina Sterckx | -49 kg    | no mark | no mark | DNF    | DNF    | DNF    | DNF  |

### Golf
| atleet                    | onderdeel | eerste ronde | tweede ronde | derde ronde | vierde ronde | totaal | totaal | totaal |
| atleet                    | onderdeel | score        | score        | score       | score        | score  | par    | rang   |
| ------------------------- | --------- | ------------ | ------------ | ----------- | ------------ | ------ | ------ | ------ |
| Thomas Detry              | mannen    | 71           | 63           | 69          | 69           | 272    | -12    | 9      |
| Adrien Dumont de Chassart | mannen    | 70           | 70           | 70          | 73           | 283    | -1     | 40     |
| Manon De Roey             | vrouwen   | 72           | 75           | 71          | 72           | 290    | +2     | 29     |

### Gymnastiek

#### Turnen
Tijdens het Wereldkampioenschap turnen 2023 in Antwerpen, België wist het Belgische mannenteam zich niet te plaatsen voor de Spelen. De 15de plaats van het team leverde wel 1 individueel ticket op, naast het individueel ticket voor Luka Van den Keybus.
Mannen
| atleet              | onderdeel | kwalificatie | kwalificatie | kwalificatie | kwalificatie | kwalificatie | kwalificatie | kwalificatie | kwalificatie | finale         | finale         | finale         | finale         | finale         | finale         | finale         | finale         |
| atleet              | onderdeel | toestel      | toestel      | toestel      | toestel      | toestel      | toestel      | totaal       | positie      | toestel        | toestel        | toestel        | toestel        | toestel        | toestel        | totaal         | positie        |
| atleet              | onderdeel | vloer        | voltige      | ringen       | sprong       | brug         | rekstok      | totaal       | positie      | vloer          | voltige        | ringen         | sprong         | brug           | rekstok        | totaal         | positie        |
| ------------------- | --------- | ------------ | ------------ | ------------ | ------------ | ------------ | ------------ | ------------ | ------------ | -------------- | -------------- | -------------- | -------------- | -------------- | -------------- | -------------- | -------------- |
| Luka Van den Keybus | meerkamp  | 13,533       | 12,266       | 12,700       | 14,166       | 13,033       | 13,400       | 79,000       | 37           | niet geplaatst | niet geplaatst | niet geplaatst | niet geplaatst | niet geplaatst | niet geplaatst | niet geplaatst | niet geplaatst |
| Glen Cuyle          | ringen    | n.v.t.       | n.v.t.       | 14,900       | n.v.t.       | n.v.t.       | n.v.t.       | n.v.t.       | 4 Q          | n.v.t.         | n.v.t.         | 13,833         | n.v.t.         | n.v.t.         | n.v.t.         | n.v.t.         | 8              |
| Noah Kuavita        | rekstok   | n.v.t.       | n.v.t.       | n.v.t.       | n.v.t.       | n.v.t.       | 11,866       | n.v.t.       | 61           | n.v.t.         | n.v.t.         | n.v.t.         | n.v.t.         | n.v.t.         | niet geplaatst | n.v.t.         | niet geplaatst |
| Noah Kuavita        | brug      | n.v.t.       | n.v.t.       | n.v.t.       | n.v.t.       | 13,700       | n.v.t.       | n.v.t.       | 51           | n.v.t.         | n.v.t.         | n.v.t.         | n.v.t.         | niet geplaatst | n.v.t.         | n.v.t.         | niet geplaatst |

Vrouwen
| Turnster(s)       | Onderdeel | Kwalificatie | Kwalificatie | Kwalificatie | Kwalificatie | Kwalificatie | Kwalificatie | Finale         | Finale         | Finale         | Finale         | Finale         | Finale         |
| Turnster(s)       | Onderdeel | Toestel      | Toestel      | Toestel      | Toestel      | Totaal       | Plaats       | Toestel        | Toestel        | Toestel        | Toestel        | Totaal         | Plaats         |
| Turnster(s)       | Onderdeel | Sprong       | Brug         | Balk         | Vloer        | Totaal       | Plaats       | Sprong         | Brug           | Balk           | Vloer          | Totaal         | Plaats         |
| ----------------- | --------- | ------------ | ------------ | ------------ | ------------ | ------------ | ------------ | -------------- | -------------- | -------------- | -------------- | -------------- | -------------- |
| Maellyse Brassart | meerkamp  | 13,300       | 13,766       | 11,600       | 12,533       | 51,199       | 37           | niet geplaatst | niet geplaatst | niet geplaatst | niet geplaatst | niet geplaatst | niet geplaatst |
| Nina Derwael      | balk      | n.v.t.       | n.v.t.       | 12,766       | n.v.t.       | n.v.t.       | 43           | n.v.t.         | n.v.t.         | niet geplaatst | n.v.t.         | n.v.t.         | niet geplaatst |
| Nina Derwael      | brug      | n.v.t.       | 14,733       | n.v.t.       | n.v.t.       | n.v.t.       | 4 Q          | n.v.t.         | 14,766         | n.v.t.         | n.v.t.         | n.v.t.         | 4              |

### Hockey

#### Mannen
De Red Lions weten zich te plaatsen voor Parijs dankzij een finaleplaats in het Olympisch Kwalificatietoernooi in Valencia, Spanje.
| Hockeyer(s) | Onderdeel | Plaats      | Prestatie |
| --- | --------- | ----------- | --------- |
| Red Lions Vincent Vanasch Loïck Luypaert Gauthier Boccard Arthur Van Doren Alexander Hendrickx Arthur De Sloover John-John Dohmen Félix Denayer Antoine Kina Victor Wegnez Arno Van Dessel Tom Boon Florent van Aubel Nicolas De Kerpel Thibeau Stockbroekx Nelson Onana Loïc Van Doren Maxime Van Oost Cédric Charlier | Mannen    | kwartfinale | zie onder |

| Pos | Team          | Wed | W | G | V | Ptn | DV | DT | +/− | Kwalificatie |
| --- | ------------- | --- | - | - | - | --- | -- | -- | --- | ------------ |
| 1   | België        | 5   | 4 | 1 | 0 | 13  | 15 | 7  | +8  | Kwartfinales |
| 2   | India         | 5   | 3 | 1 | 1 | 10  | 10 | 7  | +3  | Kwartfinales |
| 3   | Australië     | 5   | 3 | 0 | 2 | 9   | 12 | 10 | +2  | Kwartfinales |
| 4   | Argentinië    | 5   | 2 | 2 | 1 | 8   | 8  | 6  | +2  | Kwartfinales |
| 5   | Ierland       | 5   | 1 | 0 | 4 | 3   | 4  | 9  | −5  |              |
| 6   | Nieuw-Zeeland | 5   | 0 | 0 | 5 | 0   | 4  | 14 | −10 |              |

| Groepsfase      |                 |                |                |                |                |                |                |
| 27 juli 2024    | 10:30           | België         | 2 - 0          | Ierland        |                |                |                |
| 28 juli 2024    | 17:30           | België         | 2 - 1          | Nieuw-Zeeland  |                |                |                |
| 30 juli 2024    | 19:45           | Australië      | 2 - 6          | België         |                |                |                |
| 1 augustus 2024 | 10:00           | India          | 1 - 2          | België         |                |                |                |
| 2 augustus 2024 | 17:30           | België         | 3 - 3          | Argentinië     |                |                |                |
|                 |                 |                |                |                |                |                |                |
| Kwartfinale     | 4 augustus 2024 | 12:30          | België         | 2 - 3          | Spanje         |                |                |
|                 |                 |                |                |                |                |                |                |
| Halve finale    | niet geplaatst  | niet geplaatst | niet geplaatst | niet geplaatst | niet geplaatst | niet geplaatst | niet geplaatst |
|                 |                 |                |                |                |                |                |                |
| Finale          | niet geplaatst  | niet geplaatst | niet geplaatst | niet geplaatst | niet geplaatst | niet geplaatst | niet geplaatst |

#### Vrouwen
De Red Panthers wisten zich te plaatsen dankzij een finaleplaats op het Olympisch kwalificatietoernooi in Valencia, Spanje.
| Hockeyer(s) | Onderdeel | Plaats | Prestatie |
| --- | --------- | ------ | --------- |
| Red Panthers Elodie Picard Stephanie Vanden Borre Vanessa Blockmans Lien Hillewaert Hélène Brasseur Emma Puvrez Michelle Struijk Barbara Nelen Alix Gerniers Camille Belis Judith Vandermeiren Ambre Ballenghien Charlotte Englebert Justine Rasir Delphine Marien Emily White Aisling D'Hooghe Lucie Breyne Abigail Raye | Vrouwen   | 4      | zie onder |

| Pos | Team          | Wed | W | G | V | Ptn | DV | DT | +/− | Kwalificatie |
| --- | ------------- | --- | - | - | - | --- | -- | -- | --- | ------------ |
| 1   | Nederland     | 5   | 5 | 0 | 0 | 15  | 19 | 5  | +14 | Kwartfinales |
| 2   | België        | 5   | 4 | 0 | 1 | 12  | 13 | 4  | +9  | Kwartfinales |
| 3   | Duitsland     | 5   | 3 | 0 | 2 | 9   | 12 | 7  | +5  | Kwartfinales |
| 4   | China         | 5   | 2 | 0 | 3 | 6   | 15 | 10 | +5  | Kwartfinales |
| 5   | Japan         | 5   | 1 | 0 | 4 | 3   | 2  | 15 | −13 |              |
| 6   | Frankrijk (G) | 5   | 0 | 0 | 5 | 0   | 4  | 24 | −20 |              |

| Groepsfase      |                 |           |            |                        |        |  |  |
| 28 juli 2024    | 10:00           | België    | 2 - 1      | China                  |        |  |  |
| 29 juli 2024    | 20:15           | Frankrijk | 0 - 5      | België                 |        |  |  |
| 31 juli 2024    | 17:00           | België    | 3 - 0      | Japan                  |        |  |  |
| 2 augustus 2024 | 12:45           | België    | 1 - 3      | Nederland              |        |  |  |
| 3 augustus 2024 | 19:45           | Duitsland | 0 - 2      | België                 |        |  |  |
|                 |                 |           |            |                        |        |  |  |
| Kwartfinale     | 5 augustus 2024 | 20:00     | België     | 2 - 0                  | Spanje |  |  |
|                 |                 |           |            |                        |        |  |  |
| Halve finale    | 7 augustus 2024 | 19:00     | China      | 1 - 1 Shoot-outs 3 - 2 | België |  |  |
|                 |                 |           |            |                        |        |  |  |
| Bronzen finale  | 9 augustus 2024 | 14:00     | Argentinië | 2 - 2 Shoot-outs 3 - 1 | België |  |  |

### Judo
Mannen
| atleet            | onderdeel | eerste ronde         | tweede ronde         | derde ronde          | kwartfinale          | halve finale         | herkansing           | finale / BM          | finale / BM    |
| atleet            | onderdeel | tegenstander uitslag | tegenstander uitslag | tegenstander uitslag | tegenstander uitslag | tegenstander uitslag | tegenstander uitslag | tegenstander uitslag | rang           |
| ----------------- | --------- | -------------------- | -------------------- | -------------------- | -------------------- | -------------------- | -------------------- | -------------------- | -------------- |
| Jorre Verstraeten | −60 kg    | bye                  | Moreno W 01 - 00     | Garrigos V 00 - 01   | niet geplaatst       | niet geplaatst       | niet geplaatst       | niet geplaatst       | niet geplaatst |
| Matthias Casse    | −81 kg    | bye                  | EOR Arab W 11 - 01   | Ungvari W 10 - 00    | Takanori V 00 - 01   | niet geplaatst       | Drapeau W 01 - 00    | Lee J V 00 - 01      | 5              |
| Toma Nikiforov    | −100 kg   | n.v.t.               | Sharkhan V 00 - 10   | niet geplaatst       | niet geplaatst       | niet geplaatst       | niet geplaatst       | niet geplaatst       | niet geplaatst |

Vrouwen
| atlete            | onderdeel | eerste ronde         | tweede ronde         | derde ronde          | kwartfinale          | halve finale         | herkansing           | finale / BM          | finale / BM |
| atlete            | onderdeel | tegenstander uitslag | tegenstander uitslag | tegenstander uitslag | tegenstander uitslag | tegenstander uitslag | tegenstander uitslag | tegenstander uitslag | rang        |
| ----------------- | --------- | -------------------- | -------------------- | -------------------- | -------------------- | -------------------- | -------------------- | -------------------- | ----------- |
| Gabriella Willems | −70 kg    | n.v.t.               | Perez W 10 - 00      | Teltsidou W 10 - 00  | Butkereit V 00 - 10  | niet geplaatst       | Gahié W 10 - 00      | van Dijke W 01 - 00  | 3 [ 42 ]    |

### Kanovaren

#### Sprint
Tijdens het wereldkampioenschap kanovaren sprint in Duisburg, Duitsland wisten de Belgische kajakkers zich te plaatsen voor de Olympische Spelen van Parijs. Als eerste plaatste Artuur Peters zich voor de K1 1000 m dankzij een 6e plaats in de A-finale. De volgende dag werd zijn voorbeeld gevolgd door het duo Peters en Broekx dankzij een 4de plaats in de K-2 500m.
Mannen
| atleet        | onderdeel  | series  | series | kwartfinale | kwartfinale | halve finale | halve finale | finale  | finale |
| atleet        | onderdeel  | tijd    | rang   | tijd        | rang        | tijd         | rang         | tijd    | rang   |
| ------------- | ---------- | ------- | ------ | ----------- | ----------- | ------------ | ------------ | ------- | ------ |
| Artuur Peters | K-1 1000 m | 3.31,55 | 4 KF   | 3.51,20     | 6 HF[b]     | 3.32,81      | 6 FB         | 3.30,29 | 13     |

[b] Tijdens de kwartfinale kwam Artuur Peters niet meer vooruit, omdat zijn boot vast kwam te zitten in een stuk wier. Hierdoor finishte hij als laatste in zijn kwartfinale. Na een klacht van het BOIC, plaatste hij zich toch voor de halve finales.
Vrouwen
| atleet                     | onderdeel | series  | series | kwartfinale | kwartfinale | halve finale | halve finale | finale  | finale |
| atleet                     | onderdeel | tijd    | rang   | tijd        | rang        | tijd         | rang         | tijd    | rang   |
| -------------------------- | --------- | ------- | ------ | ----------- | ----------- | ------------ | ------------ | ------- | ------ |
| Lize Broekx                | K-1 500 m | 1.52,32 | 5 KF   | 1.49,78     | 1 HF        | 1.52,84      | 4 FB         | 1.53,67 | 14     |
| Hermien Peters             | K-1 500 m | 1.51,46 | 2 HF   | bye         | bye         | 1.49,87      | 2 FA         | 1.52,26 | 7      |
| Hermien Peters Lize Broekx | K-2 500 m | 1.41,80 | 2 HF   | bye         | bye         | 1.39,74      | 2 FA         | 1.39,84 | 5      |

### Klimsport

#### Boulder & Lead combined
Mannen
| Atleet            | Onderdeel | Kwalificatie | Kwalificatie | Kwalificatie | Kwalificatie | Kwalificatie | Kwalificatie | Finale         | Finale         | Finale         | Finale         | Finale         | Finale         |
| Atleet            | Onderdeel | Boulder      | Boulder      | Lead         | Lead         | Totaal       | Rang         | Boulder        | Boulder        | Lead           | Lead           | Totaal         | Rang           |
| Atleet            | Onderdeel | Resultaat    | Rang         | Resultaat    | Rang         | Totaal       | Rang         | Resultaat      | Rang           | Resultaat      | Rang           | Totaal         | Rang           |
| ----------------- | --------- | ------------ | ------------ | ------------ | ------------ | ------------ | ------------ | -------------- | -------------- | -------------- | -------------- | -------------- | -------------- |
| Hannes Van Duysen | mannen    | 34.3         | 7            | 12.0         | 17           | 46.3         | 14           | niet geplaatst | niet geplaatst | niet geplaatst | niet geplaatst | niet geplaatst | niet geplaatst |

### Paardensport

#### Dressuur
De Belgische dressuurploeg wist een Olympisch ticket te veroveren tijdens het EK Dressuur 2023 in Riesenbeck.
| ruiter                                         | paard                          | onderdeel   | Grand Prix | Grand Prix | Grand Prix Special | Grand Prix Special | Grand Prix Freestyle | Grand Prix Freestyle | totaal         | totaal         |
| ruiter                                         | paard                          | onderdeel   | score      | rang       | score              | rang               | technisch            | artistiek            | uitslag        | rang           |
| ---------------------------------------------- | ------------------------------ | ----------- | ---------- | ---------- | ------------------ | ------------------ | -------------------- | -------------------- | -------------- | -------------- |
| Flore De Winne                                 | Flynn FRH                      | individueel | 73,028 PB  | 19         |                    |                    | niet geplaatst       | niet geplaatst       | niet geplaatst | niet geplaatst |
| Domien Michiels                                | Intermezzo van het Meerdaalhof | individueel |            | DQ         | niet geplaatst     | niet geplaatst     | niet geplaatst       | niet geplaatst       |                |                |
| Larissa Pauluis                                | Flambeau                       | individueel | 72,127     | 23         | niet geplaatst     | niet geplaatst     | niet geplaatst       | niet geplaatst       |                |                |
| Flore De Winne Domien Michiels Larissa Pauluis | zie hierboven                  | team        | 217,686    | 6 Q        | 215.714            | 5                  |                      |                      |                |                |

#### Eventing
Het Belgische eventingteam wist een team-quotaplaats te veroveren tijdens het Europees Kampioenschap 2023.
| ruiter                                        | paard                     | onderdeel   | dressuur    | dressuur | cross-country | cross-country | cross-country | springen     | springen     | springen     | springen       | springen       | springen       | totaal      | totaal |
| ruiter                                        | paard                     | onderdeel   | dressuur    | dressuur | cross-country | cross-country | cross-country | kwalificatie | kwalificatie | kwalificatie | finale         | finale         | finale         | totaal      | totaal |
| ruiter                                        | paard                     | onderdeel   | strafpunten | rang     | strafpunten   | totaal        | rang          | strafpunten  | totaal       | rang         | strafpunten    | totaal         | rang           | strafpunten | rang   |
| --------------------------------------------- | ------------------------- | ----------- | ----------- | -------- | ------------- | ------------- | ------------- | ------------ | ------------ | ------------ | -------------- | -------------- | -------------- | ----------- | ------ |
| Lara de Liedekerke                            | Origi                     | individueel | 33,00       | 23       | 1,20          | 31,20         | 13            | 4,40         | 35,60        | 17 Q         | 0,00           | 35,60          | 13             | 35,60       | 13     |
| Karin Donckers                                | Leipheimer van’t Verahof  | individueel | 26,60       | 13       | 7,20          | 33,80         | 21            | 4,00         | 37,80        | 18 Q         | 0,40           | 38,20          | 16             | 38,20       | 16     |
| Tine Magnus                                   | Dia van het Lichterveld Z | individueel | 44,00       | 61       | 2,00          | 46,00         | 34            | 4,00         | 50,00        | 28           | niet geplaatst | niet geplaatst | niet geplaatst | 50,00       | 28     |
| Lara de Liedekerke Karin Donckers Tine Magnus | zie hierboven             | team        | 100,60      | 10       | 10,40         | 111,00        | 5             | 12,40        | 123,40       | 4            | n.v.t.         | n.v.t.         | n.v.t.         | 123,40      | DSQ    |

Het Belgische team werd gediskwalificeerd nadat er een positieve dopingtest werd vastgesteld bij het paard van Tine Magnus.

#### Jumping
De Belgische jumpingploeg plaatste zich al in 2022 voor het Olympische Jumpingtoernooi. Ze wisten deze plaats veilig te stellen door goud te winnen in de Nations Cup in Barcelona, Spanje.
| ruiter                                  | paard                        | onderdeel   | kwalificatie | kwalificatie | finale         | finale         | finale         |
| ruiter                                  | paard                        | onderdeel   | strafpunten  | rang         | strafpunten    | tijd           | rang           |
| --------------------------------------- | ---------------------------- | ----------- | ------------ | ------------ | -------------- | -------------- | -------------- |
| Jérôme Guéry                            | Quel Homme de Hus            | individueel | 4,00         | 35           | niet geplaatst | niet geplaatst | niet geplaatst |
| Gilles Thomas                           | Ermitage Kalone              | individueel | 0,00         | 15 Q         | 8,00           | 83,95          | 20             |
| Grégory Wathelet                        | Bond Jamesbond de Hay        | individueel | 4,00         | 23 Q         | 8,00           | 78,76          | 15             |
| Jérôme Guéry Gilles Thomas Wilm Vermeir | zie boven IQ van ’t Steentje | team        | 8,00         | 4 Q          | 20,00          | 234,82         | 8              |

### Roeien
De Belgische roeiers wisten zich te plaatsen voor de Spelen tijdens Europees Olympisch Kwalificatietoernooi in Szeged, Hongarije.
Mannen
| atleet                         | onderdeel         | series  | series | herkansingen | herkansingen | kwartfinale | kwartfinale | halve finale | halve finale | finale  | finale |
| atleet                         | onderdeel         | tijd    | rang   | tijd         | rang         | tijd        | rang        | tijd         | rang         | tijd    | rang   |
| ------------------------------ | ----------------- | ------- | ------ | ------------ | ------------ | ----------- | ----------- | ------------ | ------------ | ------- | ------ |
| Tim Brys                       | skiff             | 6.52,35 | 3 KF   | bye          | bye          | 6.46,62     | 2 HA/B      | 6.45,32      | 3 FA         | 6.48,44 | 4      |
| Niels Van Zandweghe Tibo Vyvey | lichte dubbeltwee | 6.45,07 | 3 H    | 6.42,99      | 1 HA/B       | n.v.t.      | n.v.t.      | 6.30,49      | 5 FB         | 6.28,28 | 9      |

Legenda: FA=finale A (medailles); FB=finale B (geen medailles); FC=finale C (geen medailles); FD=finale D (geen medailles); FE=finale E (geen medailles); FF=finale F (geen medailles); HA/B=halve finale A/B; HC/D=halve finale C/D; HE/F=halve finale E/F; KF=kwartfinale; H=herkansing

### Schermen
Mannen
| atleet         | onderdeel | eerste ronde         | tweede ronde         | derde ronde          | kwartfinale          | halve finale         | finale / BM          | finale / BM    |
| atleet         | onderdeel | tegenstander uitslag | tegenstander uitslag | tegenstander uitslag | tegenstander uitslag | tegenstander uitslag | tegenstander uitslag | rang           |
| -------------- | --------- | -------------------- | -------------------- | -------------------- | -------------------- | -------------------- | -------------------- | -------------- |
| Neisser Loyola | degen     | bye                  | Bayard W 15 - 9      | Siklósi W 14 - 13    | Elsayed V 8 - 9      | niet geplaatst       | niet geplaatst       | niet geplaatst |

### Taekwondo
Vrouwen
Sarah Chaâri wist zich als eerste taekwondo te plaatsen voor het Olympische event in Parijs. Dit kon op 2 manieren: in de top 5 eindigen van de Olympische ranking of door te winnen tijdens de Grand Prix in Manchester. Door beide te realiseren, was ze helemaal zeker van haar kwalificatie.
| atleet       | onderdeel | kwalificatie         | eerste ronde         | kwartfinale          | halve finale         | herkansing           | finale / BM          | finale / BM |
| atleet       | onderdeel | tegenstander uitslag | tegenstander uitslag | tegenstander uitslag | tegenstander uitslag | tegenstander uitslag | tegenstander uitslag | rang        |
| ------------ | --------- | -------------------- | -------------------- | -------------------- | -------------------- | -------------------- | -------------------- | ----------- |
| Sarah Chaâri | -67 kg    | n.v.t.               | Rodríguez W 2 - 0    | Shehata W 2 - 0      | Márton V 0 - 2       | bye                  | Sobirjonova W 2 - 1  | Brons       |

### Tafeltennis
Mannen
| atleet          | onderdeel | voorronde            | eerste ronde         | tweede ronde         | derde ronde          | kwartfinale          | halve finale         | finale / BM          | finale / BM    |
| atleet          | onderdeel | tegenstander uitslag | tegenstander uitslag | tegenstander uitslag | tegenstander uitslag | tegenstander uitslag | tegenstander uitslag | tegenstander uitslag | rang           |
| --------------- | --------- | -------------------- | -------------------- | -------------------- | -------------------- | -------------------- | -------------------- | -------------------- | -------------- |
| Martin Allegro  | enkelspel | bye                  | Harimoto V 4 - 0     | niet geplaatst       | niet geplaatst       | niet geplaatst       | niet geplaatst       | niet geplaatst       | niet geplaatst |
| Cédric Nuytinck | enkelspel | bye                  | Moregard V 4 - 0     | niet geplaatst       | niet geplaatst       | niet geplaatst       | niet geplaatst       | niet geplaatst       | niet geplaatst |

### Tennis
Mannen
| atleet                     | onderdeel  | eerste ronde                   | tweede ronde              | derde ronde                             | kwartfinale          | halve finale         | finale / BM          | finale / BM    |
| atleet                     | onderdeel  | tegenstander uitslag           | tegenstander uitslag      | tegenstander uitslag                    | tegenstander uitslag | tegenstander uitslag | tegenstander uitslag | rang           |
| -------------------------- | ---------- | ------------------------------ | ------------------------- | --------------------------------------- | -------------------- | -------------------- | -------------------- | -------------- |
| Zizou Bergs                | enkelspel  | Tsitsipás V 6-7[6-8], 6-1, 1-6 | niet geplaatst            | niet geplaatst                          | niet geplaatst       | niet geplaatst       | niet geplaatst       | niet geplaatst |
| Sander Gillé Joran Vliegen | dubbelspel | n.v.t.                         | Humbert - Fils W 7-5, 6-4 | Evans - Murray V 3-6, 7-6[10-8], [9-11] | niet geplaatst       | niet geplaatst       | niet geplaatst       | niet geplaatst |

### Triatlon
De Belgische triatleten wisten zich te plaatsen voor de Spelen dankzij de olympische ranglijst.
Individueel
| Atleet           | Evenement | Zwemmen(1.5 km) | Rang 1 | Fietsen (40 km) | Rang 2 | Lopen(10 km) | Totaal Tijd | Ranking |
| ---------------- | --------- | --------------- | ------ | --------------- | ------ | ------------ | ----------- | ------- |
| Jelle Geens      | Mannen    | 23.13           | 52     | 54.16           | 48     | 31.47        | 1.50.32     | 42      |
| Marten Van Riel  | Mannen    | 20.34           | 14     | 51.53           | 7      | 32.22        | 1.46.11     | 22      |
| Claire Michel    | Vrouwen   | 26.05           | 49     | 59.16           | 45     | 35.37        | 2:02.22     | 38      |
| Jolien Vermeylen | Vrouwen   | 22.42           | 11     | 59.37           | 27     | 36.23        | 1:59.44     | 24      |

Gemengd
| Atleet           | Evenement   | Zwemmen (300 m)                               | Rang 1                                        | Fietsen (7 km)                                | Rang 2                                        | Lopen (2 km)                                  | Rang 3                                        | Totaal Groeps tijd                            | Ranking |        |        |        |        |        |
| ---------------- | ----------- | --------------------------------------------- | --------------------------------------------- | --------------------------------------------- | --------------------------------------------- | --------------------------------------------- | --------------------------------------------- | --------------------------------------------- | ------- | ------ | ------ | ------ | ------ | ------ |
| Jelle Geens      | Mixed relay | Forfait omwille van ziekte van Claire Michel. | Forfait omwille van ziekte van Claire Michel. | Forfait omwille van ziekte van Claire Michel. | Forfait omwille van ziekte van Claire Michel. | Forfait omwille van ziekte van Claire Michel. | Forfait omwille van ziekte van Claire Michel. | Forfait omwille van ziekte van Claire Michel. | n.v.t.  |        |        |        |        |        |
| Claire Michel    | Mixed relay | Forfait omwille van ziekte van Claire Michel. | Forfait omwille van ziekte van Claire Michel. | Forfait omwille van ziekte van Claire Michel. | Forfait omwille van ziekte van Claire Michel. | Forfait omwille van ziekte van Claire Michel. | Forfait omwille van ziekte van Claire Michel. | Forfait omwille van ziekte van Claire Michel. | n.v.t.  |        |        |        |        |        |
| Marten Van Riel  | Mixed relay | Forfait omwille van ziekte van Claire Michel. | Forfait omwille van ziekte van Claire Michel. | Forfait omwille van ziekte van Claire Michel. | Forfait omwille van ziekte van Claire Michel. | Forfait omwille van ziekte van Claire Michel. | Forfait omwille van ziekte van Claire Michel. | Forfait omwille van ziekte van Claire Michel. | n.v.t.  |        |        |        |        |        |
| Jolien Vermeylen | Mixed relay | Forfait omwille van ziekte van Claire Michel. | Forfait omwille van ziekte van Claire Michel. | Forfait omwille van ziekte van Claire Michel. | Forfait omwille van ziekte van Claire Michel. | Forfait omwille van ziekte van Claire Michel. | Forfait omwille van ziekte van Claire Michel. | Forfait omwille van ziekte van Claire Michel. | n.v.t.  |        |        |        |        |        |
| Totaal           | Mixed relay | Forfait omwille van ziekte van Claire Michel. | Forfait omwille van ziekte van Claire Michel. | Forfait omwille van ziekte van Claire Michel. | Forfait omwille van ziekte van Claire Michel. | Forfait omwille van ziekte van Claire Michel. | Forfait omwille van ziekte van Claire Michel. | Forfait omwille van ziekte van Claire Michel. | n.v.t.  | n.v.t. | n.v.t. | n.v.t. | n.v.t. | n.v.t. |

### Wielersport

#### Baanwielrennen
De Belgische baanwielrenners konden zich via de verschillende rankings kwalificeren voor de Spelen in 7 verschillende disciplines van het baanwielrennen.
Keirin
| atleet           | onderdeel        | ronde 1 | herkansing | kwartfinale    | halve finale   | finale         |
| atleet           | onderdeel        | rang    | rang       | rang           | rang           | rang           |
| ---------------- | ---------------- | ------- | ---------- | -------------- | -------------- | -------------- |
| Nicky Degrendele | keirin (vrouwen) | 1 Q     | bye        | 3 Q            | 4 FB           | 11             |
| Julie Nicolaes   | keirin (vrouwen) | 5 H     | 3          | niet geplaatst | niet geplaatst | niet geplaatst |

Koppelkoers
| atleet                                  | onderdeel             | punten | rondes | rang |
| --------------------------------------- | --------------------- | ------ | ------ | ---- |
| Lindsay De Vylder Fabio Van den Bossche | koppelkoers (mannen)  | 11     | -20    | 10   |
| Katrijn De Clercq Hélène Hesters        | koppelkoers (vrouwen) | 5      | 0      | 10   |

Omnium
| atleet                | onderdeel        | scratchrace | scratchrace | temporace | temporace | afvalrace | afvalrace | puntenrace | puntenrace | totaal punten | rang  |
| atleet                | onderdeel        | rang        | punten      | rang      | punten    | rang      | punten    | rang       | punten     | totaal punten | rang  |
| --------------------- | ---------------- | ----------- | ----------- | --------- | --------- | --------- | --------- | ---------- | ---------- | ------------- | ----- |
| Fabio Van den Bossche | omnium (mannen)  | 3           | 36          | 1         | 40        | 6         | 30        | 6          | 25         | 131           | Brons |
| Lotte Kopecky         | omnium (vrouwen) | 17          | 8           | 6         | 30        | 4         | 34        | 2          | 82         | 116           | 4     |

Ploegenachtervolging
| atleet                                                               | onderdeel                     | kwalificatie | kwalificatie | halve finale                | halve finale | finale                             | finale |
| atleet                                                               | onderdeel                     | tijd         | rang         | tegenstander uitslag        | rang         | tegenstander uitslag               | rang   |
| -------------------------------------------------------------------- | ----------------------------- | ------------ | ------------ | --------------------------- | ------------ | ---------------------------------- | ------ |
| Tuur Dens Lindsay De Vylder Fabio Van den Bossche Noah Vandenbranden | ploegenachtervolging (mannen) | 3.47,232 NR  | 7 Q          | Nieuw-Zeeland V 3.45,685 NR | 2 Q7-8       | wedstrijd om plaats 7 Canada V DNF | 8      |

In de oorspronkelijke selectie maakte Robbe Ghys deel uit van het team. Hij verliet het team omwille van medische redenen en werd vervangen door Noah Vandenbranden.
Sprint
| atleet           | onderdeel        | kwalificaties | kwalificaties | ronde 1              | herkansing 1         | ronde 2              | herkansing 2         | ronde 3              | herkansing 3         | kwartfinale          | halve finale         | finale/BM            | finale/BM      |
| atleet           | onderdeel        | tijd          | rang          | tegenstander uitslag | tegenstander uitslag | tegenstander uitslag | tegenstander uitslag | tegenstander uitslag | tegenstander uitslag | tegenstander uitslag | tegenstander uitslag | tegenstander uitslag | rang           |
| ---------------- | ---------------- | ------------- | ------------- | -------------------- | -------------------- | -------------------- | -------------------- | -------------------- | -------------------- | -------------------- | -------------------- | -------------------- | -------------- |
| Nicky Degrendele | sprint (vrouwen) | DNS           | DNS           | niet geplaatst       | niet geplaatst       | niet geplaatst       | niet geplaatst       | niet geplaatst       | niet geplaatst       | niet geplaatst       | niet geplaatst       | niet geplaatst       | niet geplaatst |
| Julie Nicolaes   | sprint (vrouwen) | 10,809 PB     | 24 Q          | Friedrich V          | Vece Gaxiola V       | niet geplaatst       | niet geplaatst       | niet geplaatst       | niet geplaatst       | niet geplaatst       | niet geplaatst       | niet geplaatst       | niet geplaatst |

#### BMX
Race
De Belgische BMX'ers wisten zich te plaatsen dankzij een 10de plaats op de wereldranglijst.
In eerste instantie werd Elke Vanhoof geselecteerd om deel te nemen aan het vrouwentoernooi van het BMX'en. Zij moest forfait geven wegens een blessure en werd vervangen door Aiko Gommers.
| atleet        | onderdeel      | kwartfinale | kwartfinale | last chance race | last chance race | halve finale   | halve finale   | finale         | finale         |
| atleet        | onderdeel      | punten      | rang        | tijd             | rang             | punten         | rang           | uitslag        | rang           |
| ------------- | -------------- | ----------- | ----------- | ---------------- | ---------------- | -------------- | -------------- | -------------- | -------------- |
| Ruben Gommers | race (mannen)  | 15          | 13 q        | 1.36,250         | 7                | niet geplaatst | niet geplaatst | niet geplaatst | niet geplaatst |
| Aiko Gommers  | race (vrouwen) | 19          | 19 q        | 37,819           | 5                | niet geplaatst | niet geplaatst | niet geplaatst | niet geplaatst |

#### Mountainbiken
De Belgische mountainbikers wisten zich te plaatsen door hun plaats op de Olympische ranking.
| atleet              | onderdeel               | tijd    | rang |
| ------------------- | ----------------------- | ------- | ---- |
| Pierre de Froidmont | cross-country (mannen)  | 1.30.21 | 18   |
| Jens Schuermans     | cross-country (mannen)  | 1.33.29 | 26   |
| Emeline Detilleux   | cross-country (vrouwen) | -1 LAP  | 25   |

#### Wegwielrennen
Op basis van de landenranking van de UCI op 17 oktober 2023, werden zowel bij de mannen als de vrouwen 4 quotaplaatsen toegekend voor de wegrit. Bij de mannen mogen ook 2 renners deelnemen aan de tijdrit, bij de vrouwen 1. 
Mannen
| wielrenner      | onderdeel    | tijd     | rang  |
| --------------- | ------------ | -------- | ----- |
| Remco Evenepoel | wegwedstrijd | 6:19.34  | Goud  |
| Remco Evenepoel | tijdrit      | 36.12,16 | Goud  |
| Wout van Aert   | wegwedstrijd | 6:23:21  | 37    |
| Wout van Aert   | tijdrit      | 36.37,79 | Brons |
| Tiesj Benoot    | wegwedstrijd | 6:26.57  | 48    |
| Jasper Stuyven  | wegwedstrijd | 6:21.54  | 21    |

Vrouwen
| wielrenster           | onderdeel    | tijd     | rang  |
| --------------------- | ------------ | -------- | ----- |
| Lotte Kopecky         | tijdrit      | 41.34,82 | 6     |
| Lotte Kopecky         | wegwedstrijd | 4:00.21  | Brons |
| Justine Ghekiere      | wegwedstrijd | 4:04.23  | 24    |
| Julie Van de Velde    | wegwedstrijd | 4:07.21  | 53    |
| Margot Vanpachtenbeke | wegwedstrijd | 4:07.16  | 43    |

### Zeilen
De eerste Belgische boten wisten zich te kwalificeren tijdens de wereldkampioenschappen zeilen van augustus 2023 in Den Haag, Nederland. Op dit toernooi werd een quotaplaats veilig gesteld in de klasse 49er FX, dankzij een top 10-plaats (plek 4) van het duo Maenhaut en Geurts.In de ILCA 7-klasse wist William De Smet een quotaplaats te behalen, dankzij een 15de plaats (12de landenplaats) in de wedstrijd van deze klasse. Tot slot behaalde Emma Plasschaert een top 10-plaats (plek 6) in de ILCA 6-klasse en stelde zo een ticket voor Parijs veilig.
Tijdens de Olympische zeilweek in Hyères konden er zich nog twee extra boten kwalificeren. In de klasse 49er behaalden Yannick Lefèbvre en Jan Heuninck een tweede plaats in de wedstrijd, waardoor ze zich verzekerden van een quotaplaats. In de klasse Nacra 17 zorgde de derde plaats van Lucas Clayssens en Eline Verstraelen voor een laatste quotaplaats
Mannen
| atleet                        | onderdeel | race | race | race | race | race | race | race | race | race        | race        | race   | race   | race           | netto punten | eindnotering |
| atleet                        | onderdeel | 1    | 2    | 3    | 4    | 5    | 6    | 7    | 8    | 9           | 10          | 11     | 12     | M              | netto punten | eindnotering |
| ----------------------------- | --------- | ---- | ---- | ---- | ---- | ---- | ---- | ---- | ---- | ----------- | ----------- | ------ | ------ | -------------- | ------------ | ------------ |
| Yannick Lefèbvre Jan Heuninck | 49er      | 20   | 19   | 5    | 15   | 15   | 7    | 14   | 17   | 19          | 4           | 3      | 8      | niet geplaatst | 126          | 15           |
| William De Smet               | ILCA 7    | 20   | 7    | 34   | 4    | 13   | 35   | 44   | 18   | geannuleerd | geannuleerd | n.v.t. | n.v.t. | niet geplaatst | 131          | 22           |

Vrouwen
| atlete                       | onderdeel | race | race | race | race | race | race | race | race | race | race        | race   | race   | race           | netto punten | eindnotering |
| atlete                       | onderdeel | 1    | 2    | 3    | 4    | 5    | 6    | 7    | 8    | 9    | 10          | 11     | 12     | M              | netto punten | eindnotering |
| ---------------------------- | --------- | ---- | ---- | ---- | ---- | ---- | ---- | ---- | ---- | ---- | ----------- | ------ | ------ | -------------- | ------------ | ------------ |
| Anouk Geurts Isaura Maenhaut | 49erFX    | 17   | 18   | 11   | 5    | 7    | 4    | 4    | 18   | 7    | 7           | 20     | 19     | niet geplaatst | 116          | 14           |
| Emma Plasschaert             | ILCA 6    | 25   | 10   | 11   | 6    | 9    | 16   | 8    | 7    | 15   | geannuleerd | n.v.t. | n.v.t. | 16             | 99           | 7            |

Gemengd
| atleet                             | onderdeel | race | race | race | race | race | race | race | race | race | race | race | race | race           | netto punten | eindnotering |
| atleet                             | onderdeel | 1    | 2    | 3    | 4    | 5    | 6    | 7    | 8    | 9    | 10   | 11   | 12   | M              | netto punten | eindnotering |
| ---------------------------------- | --------- | ---- | ---- | ---- | ---- | ---- | ---- | ---- | ---- | ---- | ---- | ---- | ---- | -------------- | ------------ | ------------ |
| Lucas Claeyssens Eline Verstraelen | Nacra 17  | 15   | 15   | 16   | 18   | 19   | 18   | 20   | 16   | 18   | 15   | 19   | 17   | niet geplaatst | 186          | 19           |

### Zwemmen
De Belgische zwemmers wisten zich te plaatsen voor het Olympisch Zwemtoernooi door de gevraagde kwalificatietijden te zwemmen op voorbereidende evenementen.
Mannen
| zwemmer        | onderdeel        | series     | series | halve finale | halve finale | finale         | finale         |
| zwemmer        | onderdeel        | tijd       | rang   | tijd         | rang         | tijd           | rang           |
| -------------- | ---------------- | ---------- | ------ | ------------ | ------------ | -------------- | -------------- |
| Lucas Henveaux | 200 m vrije slag | 1.46,04 NR | 3 Q    | 1.46,20      | 11           | niet geplaatst | niet geplaatst |
| Lucas Henveaux | 400 m vrije slag | 3.46,76    | 12     | n.v.t.       | n.v.t.       | niet geplaatst | niet geplaatst |
| Lucas Henveaux | 800 m vrije slag | 7.51,51 NR | 19     | n.v.t.       | n.v.t.       | niet geplaatst | niet geplaatst |

Vrouwen
| zwemster          | onderdeel         | series  | series | halve finale | halve finale | finale         | finale         |
| zwemster          | onderdeel         | tijd    | rang   | tijd         | rang         | tijd           | rang           |
| ----------------- | ----------------- | ------- | ------ | ------------ | ------------ | -------------- | -------------- |
| Roos Vanotterdijk | 100 m rugslag     | 59,68   | 9 Q    | 59,86        | 10           | niet geplaatst | niet geplaatst |
| Roos Vanotterdijk | 100 m vlinderslag | 57,54   | 10 Q   | 57,25 NR     | 10           | niet geplaatst | niet geplaatst |
| Valentine Dumont  | 200 m vrije slag  | 1.57,50 | 12 Q   | 1.57,50      | 13           | niet geplaatst | niet geplaatst |
| Valentine Dumont  | 400 m vrije slag  | 4.08,25 | 12     | n.v.t.       | n.v.t.       | niet geplaatst | niet geplaatst |
| Florine Gaspard   | 50 m vrije slag   | 24,69   | 14 Q   | 24,82        | 15           | niet geplaatst | niet geplaatst |